# Моминсько
Мо́минсько (болг. Моминско) — село в Пловдивській області Болгарії. Входить до складу общини Садово.

## Населення
За даними перепису населення 2011 року у селі проживали 428 осіб.
Національний склад населення села:
| Національність   | Кількість осіб | Відсоток |
| ---------------- | -------------- | -------- |
| турки            | 239            | 56,8%    |
| болгари          | 179            | 42,5%    |
| цигани           | 0              | 0%       |
| Всього відповіли | 421            |          |

Розподіл населення за віком у 2011 році:
Динаміка населення: